# みなぎの書道展
みなぎの書道展（みなぎのしょどうてん）は、兵庫県三木市吉川町で開催されている書道展である。

## 概要
前衛書道の創始者であり日本経済新聞の題字などを手掛けたことでも知られる上田桑鳩（書家）の出身地であることに因み開催される文化イベント「墨華香るまちフェスティバル」の一環として実施される。
兵庫県内在住・在学の幼児から高校生までを対象に、個性に富み芸術性豊かな作品を広く募集し、優秀な作品を表彰することにより、書道の普及と創作活動の活性化を図るとともに世代を越えてのふれあいと交流の場づくりを目指すことを趣旨として毎年開催している。
応募された全作品（9,000点以上）を一同に展示することから、主催者でもある同市では「県内でも有数の規模をもつ展覧会」であるとしている。